# Gloria, die schönste Kuh meiner Schwester
Gloria, die schönste Kuh meiner Schwester ist ein deutscher Fernsehfilm von Ingo Rasper aus dem Jahr 2018, der im Auftrag für Das Erste produziert wurde.

## Handlung
Die brandenburgische Bäuerin Jutta Pohlmann lebt mit Zufriedenheit ein einfaches Leben. Ihr Mittelpunkt ist ihre Kuh Gloria, die sie zu jedem Schönheitswettbewerb meldet und stets gewinnt. Ihre große Hoffnung ist nun der Bundesentscheid. Da kommt plötzlich ihr Bruder Thomas auf den elterlichen Hof zurück und will ihn verkaufen, da ihm seit dem Tod des Vaters die Hälfte mitgehört. Jutta ist verärgert, weil sie mit viel Elan und Entbehrung den Hof am Laufen hält und ihn finanziell gerade so über die Runden bringt – ganz im Gegensatz zu Thomas mit seinen 120.000 Euro Jahresgehalt als Pilot der Lufthansa. Somit ist er, nach Juttas Meinung, auf das Geld aus dem angestrebten Verkauf des Hofes gar nicht angewiesen, aber er setzt trotzdem alles daran, seine Schwester zu überzeugen, dass sie sich beide einen ruhigeren Lebensabend gönnen sollten. Jutta will davon nichts hören und so wendet sich Thomas hinter ihrem Rücken an den Unternehmer und Immobilienhändler Gerd Klotzberg. Er ahnt allerdings nicht, dass Jutta eine heimliche Affäre mit Klotzberg hat, den sie gerade davon zu überzeugen versucht, dass er mit seiner Arbeit ihre Heimat zerstören würde. So bleibt es nicht aus, dass sie sich streiten und ihre Beziehung zu zerbrechen droht. Auch mit Thomas hat Jutta täglich Streit, weil sie gänzlich unterschiedliche Ansichten haben. Nach einer dieser Meinungsverschiedenheiten stürzt Jutta die Treppe im Haus hinunter und verstaucht sich den Fuß. Folglich muss Thomas ihr die Arbeit auf dem Hof abnehmen, was seine Schwester zunächst strikt ablehnt, dann aber doch einsehen muss, dass sie die Hilfe annehmen muss. Als Thomas erfährt, dass Juttas Techtelmechtel ausgerechnet der Immobilienhändler ist, von dem er sich gerade ein Angebot für den Hof eingeholt hat, versucht er alles, dass seine Schwester nichts davon erfährt. Zu allem Überfluss taucht nun unerwartet sein Freund Ulli Richter auf und damit fliegt Thomas Lebenslüge auf. Er muss seiner Schwester nun eingestehen, dass er und Ulli seit neun Jahren ein Paar sind, er seit acht Monaten arbeitslos ist und deshalb das Geld brauchen würde. Für Jutta kommt der Verkauf aber nicht in Frage, was in einem erneuten Streit und
dem Zerwürfnis zwischen Bruder und Schwester endet. Nur mit Ullis und Klotzbergs Hilfe versöhnen sich die beiden wieder. Jutta merkt bei dieser Gelegenheit, dass Klotzberg es wirklich ehrlich meint und ihm etwas an ihr liegt. Bis Jutta wieder richtig fit ist, will Thomas bleiben und auf dem Hof mithelfen. Als erstes setzt er dabei durch, dass die von Jutta mit übertriebener Fürsorge im Einzelstall gehaltene Gloria wieder auf die Weide zu ihren Geschwistern darf. Jutta stellt daraufhin fest, dass es ihr bisher eigentlich genauso ging und nimmt ihren Bruder liebevoll in den Arm.

## Hintergrund
Gloria, die schönste Kuh meiner Schwester wurde unter dem Arbeitstitel Oh Gloria vom 3. Mai 2018 bis zum 7. Juni 2018 an Schauplätzen in Brandenburg (Potsdam, in der Prignitz und der märkischen Schweiz) gedreht. Für den Film zeichnete die Provobis Gesellschaft für Film und Fernsehen mbH verantwortlich. Der Film hatte 2018 seine Premiere beim Filmfest Hamburg und wurde danach am 27. September 2019 in der Reihe Endlich Freitag im Ersten ausgestrahlt.
Für den Film schrieb Axel Prahl erstmals Filmmusik. Das von ihm komponierte Lied spielte er für den Film selbst auf dem Klavier ein.

## Rezeption

### Einschaltquoten
Die Erstausstrahlung von Gloria, die schönste Kuh meiner Schwester am 27. September 2019 wurde in Deutschland von 4,44 Millionen Zuschauern gesehen und erreichte einen Marktanteil von 15,5 Prozent für Das Erste.

### Kritiken
Rainer Tittelbach von Tittelbach.tv wertete: „Die Geschichte von ‚Gloria, die schönste Kuh meiner Schwester‘ (ARD/Provobis) ist dem Rhythmus des dörflichen Alltags abgelauscht. Kleine undramatische Situationen, in denen sich die Probleme der modernen Landwirtschaft oder die Verödung ländlicher Gegenden spiegeln, ersetzen ein durchgängiges Thema, zwischenmenschliche Spannungen dominieren über einen Hauptkonflikt. Klug legt Ingo Rasper die unterschwelligen Beziehungsmuster der familiären Vorgeschichte als Grundierung unter der Handlung aus, und das Klasse-Duo Manzel/Prahl macht das Geschwisterverhältnis zum Kern der Geschichte. Toll auch, wie Rasper aus dem ländlichen Kommunikationsstil seine Dramaturgie entwickelt.“
Für die evangelisch.de urteilte Tilmann P. Gangloff: „Angesichts der vielen Verirrungen, die der ARD-Tochter Degeto regelmäßig bei ihren Freitagsfilmtiteln unterlaufen, ist ‚Gloria, die schönste Kuh meiner Schwester‘ ein angenehm harmloses Etikett für eine zwar nicht umwerfende, aber durchaus ansehbare Komödie.“ Weiter schrieb er: „Da sich die innere Spannung in Grenzen hält, lebt der Film umso mehr von Manzel und Prahl, zumal beide ihre Figuren mit Ecken und Kanten verkörpern.“ „Der Film [erfreut] vor allem durch originelle Schauplätze (eine Bücherscheune) und schöne Bilder von idyllischer Natur (Kamera: Andreas Höfer), klappernde Störche inklusive; und glückliche Kühe sowieso.“
Die Kritiker der TV Spielfilm fanden, Gloria, die schönste Kuh meiner Schwester sei eine „melancholisch grundierte Komödie“, die „glücklicherweise vieles richtig [macht]: Sie zeigt echte Menschen in echten Lebenssituationen, verzichtet auf dümmlichen Schenkelklopferhumor oder falsche Sentimentalitäten. Themen wie das Höfesterben und das Ringen nicht mehr ganz junger Menschen um ihre Existenz sind hier ebenso Fragen wie die nach Toleranz und gesellschaftlichen Zwängen in einer Dorfgemeinschaft.“ Das zusammengefasste Urteil der Fernsehzeitschrift lautet daher: eine „Muh-ntere Komödie mit ernsten Untertönen“. Sie gaben dem Film einen Daumen nach oben.